# Beka Gorgadze
Beka Gorgadze (en georgiano: ბექა გორგაძე  ), nacido el 8 de febrero de 1996, es un jugador internacional georgiano de rugby XV  que se desempeña como número 8 o ala  y juega en la Section Paloise del Top 14.

## Biografía
Después de descubrir el rugby en su país natal en el RC Rustavi Kharebi, Beka Gorgadze se unió al centro de entrenamiento Stade Montois a partir de 2015. El 11 de diciembre de 2015, jugó su primer partido en Pro D2 contra US Carcassonne, a la edad de 19 años.
Beka Gorgadze luego se convirtió en campeón de Francia en la categoría élite 2 de espoirs al final de la temporada 2015-2016.
Considerado uno de los jugadores con más promesa en Pro D2, la Union Bordeaux Bègles le ofreció un contrato de dos años a partir de la temporada 2018-2019.
En 2019, fue seleccionado para representar a Georgia en la Mundial de Japón, donde se convirtió en el número 8 titular de su selección.
Al comienzo de la temporada de Top 14 2021-22, se trasladó más al sur a Pau. En Bearne, Gorgadze se ha consolidado firmemente como un líder esencial en la Section Paloise, asumiendo el papel de capitán de un equipo compuesto por numerosos talentos jóvenes prometedores. Con la Section Paloise, Gorgadze ahora juega en la posición de número 8, desempeñando el papel de portador de balón. En Pau, Gorgadze se adaptó rápidamente a su nuevo entorno y participó en 17 partidos de Top 14 en esa temporada de 22 jornadas. Se consolidó como un jugador clave en el equipo de Sébastien Piqueronies.
En abril de 2022, Gorgadze renovó su contrato por tres temporadas adicionales.
En noviembre de 2022, Beka Gorgadze y su compañero georgiano de la Section Paloise, Guram Papidze, fueron titulares en el equipo de Georgia en la histórica victoria contra Gales en el estadio Millennium de Cardiff.
Gorgadze es ahora capitán de la Section Paloise.

## Estilo de juego
Como número 8 completo, Gorgadze aporta mucha intensidad física en los enfrentamientos y placajes.

## Vida privada
Beka Gorgadze tiene un título en gestión y economía. Habla con fluidez francés, inglés y georgiano.